# 陈金銮
陈金銮出生于1981年3月，福建德化人，本科毕业于同济大学环境工程专业，后在清华大学环境科学与工程专业攻读硕士、博士，清远市委副书记，市长。

## 简历
陈金銮曾任广东省肇庆市环境保护局副局长、局长，省环境保护厅副厅长，省生态环境厅副厅长等职。
2021年7月，陈金銮调任梅州市委常委、常务副市长，同年8月兼任梅江区委书记。2023年11月，他出任梅州市委副书记，直至此次职务调整。
2024年12月，陈金銮拟获提名为地级市市长候选人。2025年3月，他任清远市人民政府副市长，清远市人民政府市长。